# Tore Bjørgo

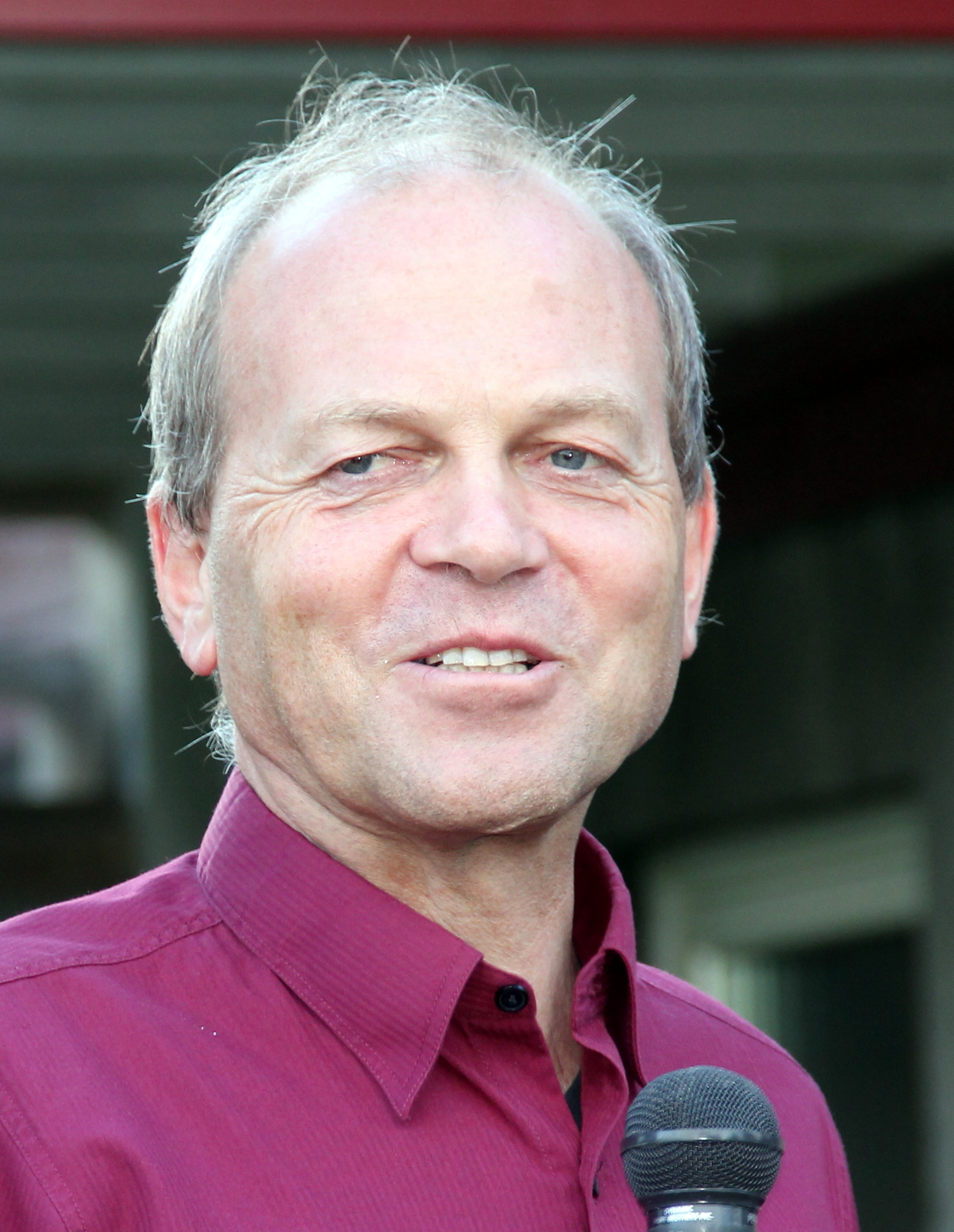
Tore Bjørgo, 2011

Tore Bjørgo (* 1958) ist ein norwegischer Polizeiwissenschaftler und Hochschullehrer.

## Leben und Werk
Bereits 1983 nahm Bjørgo eine Mitarbeit als Studienstipendiat am Norsk utenrikspolitisk institutt (deutsch: Norwegisches Institut für internationale Politik) an. Ab 1987 war er hier als wissenschaftlicher Mitarbeiter beschäftigt. Bjørgo erlangte 1987 den von der Universität Oslo bis 2007 vergebenen Abschluss eines candidatus rerum politicarum, kurz cand. polit. in Anthropologie. Von 1991 bis 1997 arbeitete er an der Universität Leiden in den Niederlanden, dann von 1994 bis 1997 speziell an der mit der Universität Leiden kooperierenden School voor Politie Leiderschap (deutsch: Schule für polizeiliche Führungskompetenz). Er promovierte 1997 im Fachbereich Sozialwissenschaften an der Universität Leiden über Rassismus und Neofaschismus in Skandinavien. Anfang 2000 nahm er eine Anstellung an der Politihøgskolen (deutsch: Polizeihochschule) in Oslo an. Hier arbeitete er von 2002 bis 2005 in einer Arbeitsgruppe zu Terrorismus und internationaler Kriminalität. Im Jahr 2004 wurde er hier zum Professor für Polizeiwissenschaft ernannt. Von 2005 bis 2007 war er als Forschungsdirektor tätig. In der Universität übernahm er die Verantwortung für die Durchführung des Masterstudiengangs Polizeiwissenschaft.
Zu seinen Forschungsschwerpunkten gehören Rassismus und Neofaschismus, Jugendgangs und Jugendkriminalität sowie das Feld des Terrorismus.

## Publikationsliste
- Racist and Right-Wing Violence in Scandinavia: Patterns, Perpetrators, and Responses. (Dissertation) Oslo 1997: Verlag Tano Aschehoug. ISBN 82-518-3665-4
- mit Yngve Carlsson: Vold, rasisme og ungdomsgjenger: Forebygging og bekjempelse. Oslo 1999: Verlag Tano Aschehoug. ISBN 978-82-518-3732-3
- mit John Horgan: Leaving Terrorism Behind: Individual and Collective Disengagement. London 2009: Verlag Routledge. ISBN 978-0-415-77668-4